# 1904 în științifico-fantastic
- 1903 în științifico-fantastic — 1904 în științifico-fantastic — 1905 în științifico-fantastic

1904 în științifico-fantastic a implicat o serie de evenimente:

## Nașteri și decese

### Nașteri
- Kurt Karl Doberer (d. 1993)
- Edmond Hamilton (d. 1977)
- Day Keene (d. 1969)
- Alexander Key (d. 1979)
- Hanns Kurth (Pseudonim K. Merten; d. 1976)
- A. M. Lightner, Pseudonimul lui Alice Martha Hopf (d. 1988)
- Harry Martinson (d. 1978)
- H. Beam Piper (d. 1964)
- Clifford D. Simak (d. 1988)
- Russ Winterbotham (d. 1971)
- Hans Wörner (d. 1963)

### Decese
- Adalbert von Hanstein (n. 1861)
- Theodor Herzl (n. 1860)
- Maurus Jókai (n. 1825)

## Cărți

### Romane

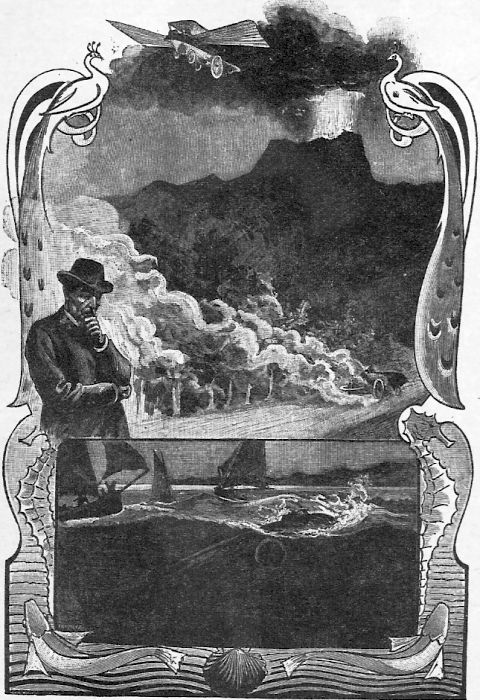
Desen de George Roux pentru volumul Stăpânul lumii de Jules Verne

- Hrana zeilor de H. G. Wells
- Stăpânul lumii de Jules Verne

### Povestiri
- „Țara orbilor” de H. G. Wells

## Filme
| Titlu                         | Regizor        | Distribuție                     | Țara   | Sub-Gen /Note |
| ----------------------------- | -------------- | ------------------------------- | ------ | ------------- |
| Voyage à travers l'impossible | Georges Méliès | Georges Méliès, Fernande Albany | Franța | Film scurt    |
|                               |                |                                 |        |               |